# Акулишнин, Фёдор Васильевич
Фёдор Васи́льевич Акули́шнин (27 декабря 1915  [9 января 1916], Моршагино, Петроградская губерния — 11 января 1995, Москва) — советский военный инженер, гвардии полковник (1950). Герой Советского Союза (1943).
В Рабочие-крестьянской Красной армии служил с октября 1932 года. В сражениях Великой Отечественной войны с июля 1942 года. Участвовал в Сталинградской и Курской битвах, освобождении Украины, в боях на территории Румынии и Венгрии, освобождении Чехословакии. Особо отличился в битве за Днепр.
В сентябре 1943 года командир 81-го гвардейского отдельного сапёрного батальона (72-я гвардейская стрелковая дивизия, 7-я гвардейская армия, Степной фронт) гвардии капитан Ф. В. Акулишин в условиях отсутствия переправочных средств обеспечил форcирование реки Днепр частями дивизии в районе села Бородаевка, что способствовало захвату и удержанию плацдарма на правом берегу реки.
Указом Президиума Верховного Совета СССР от 26 октября 1943 года гвардии капитану Ф. В. Акулишину присвоено звание Героя Советского Союза с вручением ордена Ленина (N 15780) и медали «Золотая Звезда» (N 1380).
После войны продолжал службу в инженерных войсках до марта 1954 года. Затем на преподавательской работе в Военной академии имени М. В. Фрунзе . Доцент (1970). С февраля 1972 года гвардии полковник Ф. В. Акулишин в запасе. Жил и работал в Москве .

## Биография
Родился 9 января 1916 года (27 декабря 1915 года — по старому стилю) в деревне Моршагино Михайловской волости Новоладожского уезда Петроградской губернии Российской империи в крестьянской семье. Русский. Окончил семь классов школы в рабочем посёлке Званка (ныне школа N 5 города Волхов) в 1930 году и строительный техникум в Ленинграде в 1933 году. Работал в строительном товариществе «Гидротехпром» десятником, техником-нормировщиком и помощником прораба. С июля 1935 года — начальник объекта, группы объектов и начальник строительной площадки на военных стройках Ленинградского военного округа.

Могила Акулишнина на Преображенском кладбище Москвы.

25 октября 1937 года Ф. В. Акулишин призван во Внутренние войска НКВД СССР. Вскоре направлен в половую школу младших командиров по окончании которой служил старшим писарем штаба 79-го полка 3-й дивизии НКВД, расквартированном на станции Брянск-II. С сентября 1939 года по январь 1942 года учился в Военно-инженерной академии имени В. В. Куйбышева. Затем был направлен в Акмолинск, где шло формирование 29-й стрелковой дивизии, и назначен на должность полкового инженера 128-го стрелкового полка.
Участник Великой Отечественной войны с июля 1942 года. В период с сентября 1942 года по январь 1943 года исполнял должность помощника командира 78-го отдельного саперного батальона, после чего вернулся на должность полового инженера 128-го стрелкового полка. Принимал участие в рискованных операциях, проявляя инициативу, смелость и военную хитрость. За массовый героизм личного состава в ходе Сталинградской битвы 29-я стрелковая дивизия была преобразована в 72-ю гвардейскую, а в июле 1943 года гвардии капитан Акулишин был назначен командиром её 81-го гвардейского отдельного саперного батальона. Отличился при форсировании Днепра в районе села Бородаевка (Верхнеднепровский район Днепропетровской области) в сентябре 1943 года. Выйдя к Днепру раньше других воинских частей, лично разведал место для переправы и с помощью жителей обнаружил мост, ведущий на остров, занятый фашистами. После этого группа бойцов в крестьянской одежде проникла на остров, захватила охрану и паром, соединявший остров с правым берегом. К переправе ночью были доставлены дополнительные подручные средства. Командир чётко руководил работой сапёров, находясь в самых опасных местах, и обеспечил переправу частей и подразделений дивизии на плотах, лодках и других средствах. При захвате плацдарма на правом берегу был ранен, но остался в строю.

За мужество и героизм, проявленные в боях, Указом Президиума Верховного Совета СССР от 26 октября 1943 года гвардии капитану Акулишнину Фёдору Васильевичу присвоено звание Героя Советского Союза с вручением ордена Ленина и медали «Золотая Звезда» (№ 1380).
В июле 1944 года гвардии майор Акулишин назначен дивизионным инженером 6-й гвардейский воздушно-десантной дивизии , в составе которой завершил боевой путь на территории Чехословакии. В сентябре 1945 года направлен на учебу в Военно-инженерную академию, которую окончил в 1950 году. В марте — сентябре 1950 года служил корпусным инженером 73-го стрелкового корпуса в Прикарпатском военном округе. Затем находился в заграничной командировке в Болгарии, по завершении которой в ноябре 1950 года продолжил службу старшим офицером отдела, а затем начальником отдела Штаба инженерных частей Советской армии. С марта 1951 года по декабрь 1954 года служил в Управлении (с марта 1953 года — отделе) боевой подготовки инженерных войск Советской армии начальником отдела и старшим офицером. В декабре 1854 года переведён на должность инспектора Инспекции инженерных войск Главной инспекции Министерства обороны СССР. С марта 1957 года — старший преподаватель кафедры инженерных войск Военной академии имени М. В. Фрунзе.
15 февраля 1972 года полковник Акулишнин вышел в запас, после чего по 1986 год работал старшим инженером инспекции Министерства строительства предприятий тяжёлой индустрии СССР. Умер 11 января 1995 года в Москве. Похоронен на Преображенском кладбище.

## Награды
- Медаль «Золотая Звезда» Героя Советского Союза и орден Ленина (26.10.1943)
- Орден Красного Знамени (13.02.1945)[4]
- Два ордена Отечественной войны I степени (17.10.1944[5], 6.4.1985[6])
- Три ордена Красной Звезды (05.02.1943[7], 28.09.1943[8], 20.4.1953[9])
- Орден «Знак Почёта» (06.11.1976)
- Медали, в т.ч:
  - «За оборону Сталинграда» (22.12.1942)[10]
  - «За боевые заслуги» (6.11.1947)[11]
  - «За победу над Германией» (9.5.1945)[12]
- Иностранные награды, в том числе:
  - Орден «9 сентября 1944 года» 1 степени (19.02.1951, Болгария)

## Сочинения
- Отвага, мастерство, храбрость // Военно-исторический журнал. — 1963. — № 12. — С. 48—50.

## Память
- Мемориальная доска установлена[13] в Москве на доме, в котором офицер жил с 1953 по 1974 год, находящемся по адресу: улица Маршала Бирюзова, дом 8, корпус 1. Бронзовую мемориальную доску изготовил авторский коллектив, в составе которого были скульпторы Игорь Бурганов и Сергей Судаков, архитектор Екатерина Абрамова.
- Мемориальная доска установлена в Волхове на здании Волховской средней школы N 5.